# Neurothemis feralis
Neurothemis feralis är en trollsländeart som först beskrevs av Hermann Burmeister 1839.  Neurothemis feralis ingår i släktet Neurothemis och familjen segeltrollsländor. Inga underarter finns listade i Catalogue of Life.